# 小濱明人
小濱 明人（おばま あきひと）は、日本のプロ尺八奏者。学習院大学非常勤講師。

香川県高松市出身。古典本曲（海童道祖‐横山勝也伝）を石川利光、民謡尺八を米谷智に師事。
NHK邦楽技能者育成会終了。NHK邦楽オーディション合格。尺八新人王決定戦優勝。

## 経　歴
- 2012年にアジアン・カルチュラル・カウンシルの助成で、ニューヨークへ留学。

- 2015年に山下洋輔&LOTUS POSITIONとして中欧ツアーを行う。(国際交流基金主催事業)

- 2018年に『第1回 小濱明人 尺八リサイタル』（文化庁芸術祭参加公演）を開催。

- 2019年に『第2回 小濱明人 尺八リサイタル』（文化庁芸術祭参加公演）を開催。

- 2020年に『第3回 小濱明人 尺八リサイタル』を開催。
- 2020年、 古典本曲集 CD『寂静光韻Ⅲ』を発表。本曲三部作が完結。
- 2021年に『第4回 小濱明人 尺八リサイタル』を開催。
- 2022年に『第5回 小濱明人 尺八リサイタル』を開催。
- 2023年に藤倉大作曲『尺八協奏曲』（アンサンブル版）をアンサンブル・ノマドと世界初演

また、ワールド尺八フェスティバル（東京/シドニー/ロンドン）、国際尺八フェスティバル（プラハ）、ラ・フォル・ジュルネ（東京/フランス）、ボンクリ・フェス（東京）、ケネディセンター主催のジャパンフェスティバル等、多くの国際音楽祭に招待参加。海外公演は37カ国に及ぶ。

石の会、智竹会、虚無僧研究会、日本尺八演奏家ネットワーク会員 (JSPN)。学習院大学非常勤講師。
稽古場：
池袋、吉祥寺、目白、自由が丘、川崎、保谷、オンライン 他。

## グループ
- LOTUS POSITION＝堀越彰・小濱明人

- The Shakuhachi 5＝小濱明人・川村葵山・黒田鈴尊・小湊昭尚・田嶋謙一

- 伊藤多喜雄「TAKiO BAND」

- 渥美幸裕「邦楽2.0」

## ディスコゴラフィー
- 1stアルバム「風刻」（2004）

- 2ndアルバム「波と椿と」（2005）

- 3rdアルバム「visions.」（2007）

- 4thアルバム「ミチノネ」（2008）

- 5thアルバム「水～SUI～」（2012）

- 6thアルバム「LOTUS POSITION with 山下洋輔]」（2016）

- 7thアルバム「古典本曲集｜寂静光韻Ⅰ」（2018）

- 8thアルバム「古典本曲集｜寂静光韻Ⅱ」（2019）

- 9thアルバム「古典本曲集｜寂静光韻Ⅲ」（2020）

- 10thアルバム「尺八リサイタル 2020『寂静光韻』」（2021）